# قانون خصوصية المعلومات
قانون خصوصية المعلومات أو قوانين حماية البيانات، هي قوانين تمنع الإفصاح عن المعلومات الخاصة بالأفراد أو إساءة استخدامها. تبنت أكثر من 80 دولة ومقاطعة مستقلة، منها كل دول أوروبا تقريبًا والعديد من الدول في أمريكا اللاتينية والبحر الكاريبي وآسيا وإفريقيا، قوانين حماية البيانات الشاملة. ينطوي الاتحاد الأوروبي على قوانين تنظيم حماية البيانات، المفعلة منذ 25 مايو عام 2018. من المعروف أن الولايات المتحدة لم تصدق بعد على قوانين حماية البيانات الشاملة، ولكنها تمتلك بعض قوانين حماية المعلومات في نطاقات معينة.
تُبنى تلك القوانين على الممارسة المعلوماتية العادلة، التي طورتها الأمم المتحدة للمرة الأولى في سبعينات القرن الماضي، في قسم الرفاهية والتعليم والصحة. تشمل المبادئ الرئيسة لحماية البيانات الآتي: 
- لا يجب جمع البيانات إلا لغرض معلن
- لا يجب الإفصاح عن البيانات المجمعة عن الأفراد إلى منظمات أخرى أو أفراد آخرين إلا إذا سمح القانون بذلك أو من خلال موافقة من الأفراد أصحاب الشأن
- يجب أن تكون السجلات المجمعة عن الأفراد دقيقة وحديثة
- يجب أن تكون هناك آلية للأفراد لمراجعة البيانات المجمعة عنهم، للتحقق من دقتها. وربما يشمل ذلك التقرير الدوري
- يجب حذف البيانات عندما ينتهي غرض جمعها المعلن
- نقل البيانات الشخصية إلى أماكن لا يوجد بها حماية للمعلومات الشخصية معادلة للجهة الأولى ممنوع
- بعض البيانات حساسة لدرجة تمنع جمعها (مثل التوجه الجنسي والدين)، إلا إذا كان هناك ظروف شديدة

## الاختصاص
كان قانون البيانات أول قانون في العالم لحماية البيانات القومية وفُعّل في السويد في 11 مايو عام 1973.

### آسيا

#### الفلبين
أجبر قانون خصوصية البيانات الصادر في الفلبين في عام 2012 إقامة مفوضية الخصوصية القومية التي ستحافظ على سياسات الجمع وتراقبها، تلك السياسات التي تشمل خصوصية المعلومات والبيانات الشخصية في الدولة. صيغ هذا القانون حذوة بإدارة حماية البيانات في الاتحاد الأوروبي ومنتدى التعاون الاقتصادي لدول آسيا والمحيط الهادئ، ستضمن هذه الهيئة مطابقة الدولة للمعايير الدولية لحماية البيانات. يتطلب القانون من الحكومة والمنظمات الخاصة المكونة على الأقل من 250 موظفًا أو الذين على اطلاع بالمعلومات الشخصية لألف شخص، بتعيين ضابط مسؤول عن حماية البيانات يساعد في تنظيم إدارة المعلومات الشخصية في مثل هذه الكيانات.
الخلاصة، يشير القانون إلى عدد من النقاط المهمة في ما يخص التعامل مع المعلومات الشخصية كالآتي:
1- يجب أن تجمع المعولمات الشخصية لأسباب محددة، شرعية ومعقولة.
2- يجب التعامل مع المعلومات الشخصية بطريقة مقبولة. يجب أن تكون المعلومات المجمعة دقيقة، وتُستخدم للأغراض المعلنة، ويُحتفظ بها فقط طالما كانت تلك الأغراض قائمة. يتطلب القانون من الكيانات أن تكون نشطة في ضمان عدم حصول أي جهات غير مخولة على تلك المعلومات.
3- يجب التخلص من المعلومات الشخصية بطريقة لا تمكن أي طرف ثالث من الوصول لها.

### أوروبا
ينظم الحق في الحفاظ على خصوصية البيانات ويُطبق في أوروبا. توفر المادة رقم 8 في الاتفاقية الأوروبية لحقوق الإنسان الحق في احترام خصوصية الآخر «خصوصية الحياة العائلية والمنزل ورسائله». أعطت المحكمة الأوروبية لحقوق الإنسان تلك المادة تأويلًا واسعًا في فقه القضاء. وطبقًا للمحكمة، فإن جمع مسؤولي الدولة للمعلومات عن الأفراد بدون موافقتهم يخضع للمادة رقم 8. وبالتالي فإن جمع المعلومات بغرض إحصاء السكان أو تسجيل بصمة الإصبع أو الصور في الشرطة، أو جمع البيانات الطبية أو التفاصيل المتعلقة بالمصروفات الشخصية أو تطبيق نظام التعرف على الأشخاص، فهي جميعها تثير قضايا خصوصية البيانات. تقع تحت مظلة «المعلومات الخصوصية الحساسة» أيضًا تلك المعلومات المتعلقة بالأصول الإثنية أو العرقية، أو الآراء السياسية أو المعتقدات الدينية أو الفلسفية أو المعلومات المتعلقة بحياة الفرد الجنسية أو التوجه الجنسي.
لا يُعتبر أي تدخل من الدولة في خصوصية الفرد مقبولًا بالنسبة للمحكمة إلا في حالة:
1- إذا كان هذا التدخل مكفولًا بالقانون
2- إذا كان هدف هذا التدخل قانونيًا
3- إذا كان هذا التدخل ضروريًا في المجتمع الديمقراطي
الحكومة ليست الكيان الوحيد الذي بإمكانه أن يكون تهديدًا على خصوصية البيانات. ربما يدخل الأفراد العاديين والشركات الخاصة في أنشطة مهددة لخصوصية العملاء، خاصة منذ المعالجة الآلية للبيانات. جاءت اتفاقية حماية الأفراد في ما يخص المعالجة الآلية للبيانات الشخصية في ختام مجلس أوروبا في عام 1981. تجبر هذه الاتفاقية الموقعين على تفعيل القانون المتعلق بالمعالجة الآلية للبيانات الشخصية.
وقّعت كل الدول الأعضاء في الاتحاد الأوروبي على الاتفاقية الأوروبية لحقوق الإنسان واتفاقية حماية الأفراد في ما يخص المعالجة الآلية للبيانات الشخصية. تتخوف المفوضية الأوروبية بشأن تنافر تشريعات الحماية وإعاقتها لتدفق البيانات في الاتحاد الأوروبي. وبالتالي قررت المفوضية الأوروبية اقتراح تشييع حماية البيانات خلال الاتحاد الأوروبي. كانت النتيجة تشكيل إدارة حماية البيانات التي تبناها البرلمان الأوروبي ووزراء من الحكومات المحلية في عام 1995، وكان من الواجب تفعيلها في القانون القومي قبل نهاية 1998.
تنطوي الإدارة على عدد من المبادئ الرئيسة التي تنطبق على الدول الأعضاء. يجب على أي فرد يتعامل مع البيانات الشخصية أن يراعي 8 مبادئ للمارسة الجيدة. وهذه المبادئ هي:
1- المعالجة العادلة والقانونية
2- المعالجة لأغراض محدودة
3- المعالجة الدقيقة وذات الصلة لا المفرطة
4- الدقة
5- لا يُحتفظ بها أكثر من اللازم
6- تُعالج بالتوافق مع حقوق الفرد في ما يخص البيانات
7- الأمن
8- تُنقل إلى الدول ذات نظام حماية بيانات مماثل
تغطي البيانات الشخصية كل من الحقائق والآراء بشأن الأفراد. وتشمل المعلومات المتعلقة بنوايا المتحكم في البيانات تجاه الأفراد، مع وجود بعض الاستثناءات. على سبيل المثال، إنه يشمل مفاهيم «الاحتواء» و«الإمساك» و«الإفصاح».
تتبنى كل الدول الأعضاء في الاتحاد الأوروبي تشريعات هذه الإدارة أو تكيف نظامها القانوني على أساسها. ولكل دولة نظام مراقبة للإشراف على مستوى الحماية.
بسبب ذلك، من غير المسموح نقل البيانات الشخصية من الاتحاد الأوروبي للولايات المتحدة نظريًا، لأن نظام الحماية مختلف بينهما. لذلك يجب على الشركات الأمريكية التي تتعامل مع الاتحاد الأوروبي أن تخضع لإطار الملاذ الآمن. المبادئ الرئيسة لحماية البيانات هي التجميع المحدود وموافقة الأفراد والدقة والنزاهة والأمن وحق الفرد في مراجعة البيانات ومحوها. ونتيجة لذلك، فإن عملاء المنظمات الدولية مثل أمازون وإي باي لهم الحق في مراجعة وحذف المعلومات، بينما لا يحق للعملاء الأمريكيين ذلك. الفلسفة المماثلة في الولايات المتحدة عن ذلك هي كود الممارسة العادلة في التعامل مع المعلومات.
من المهم ملاحظة الاختلاف في اللغة في هذا الشأن: يدور الجدل في الولايات المتحدة حول خصوصية المعلومات، بينما يدور الجدل في الاتحاد الأوروبي حول حماية البيانات. يرى بعض الفلاسفة أن نقل الجدال من خصوصية البيانات إلى حمايتها آلية لاتخاذ خطوة للأمام في النطاق العملي، ودون الحاجة للإجابة على الأسئلة الأساسية بشأن طبيعة الخصوصية.

#### فرنسا
كيفت فرنسا قانونها الموجود، «رقم 78-17 في 6 يناير عام 1978 في ما يخص تكنولوجيا المعلومات، الملفات والحريات المدنية».

#### ألمانيا
فعّلت الحكومة الفيدرالية والولايات المحلية هذا التشريع في ألمانيا.